# Oscar Obligacion
Oscar Obligacion (21 januari 1924 - 26 februari 2010) was een Filipijns acteur en presentator. Obligacion stond vooral bekend om zijn komische rollen, zoals zijn vertolking van een Japanse soldaat.
Obligacion begon zijn carrière in de periode na de Tweede Wereldoorlog op het toneel in Manila Grand Opera House, Clover Theater en Zarah Extravaganza Theater. Hij speelde er samen met Chris de Vera en Totong Torente. Zijn favoriete rol was die van Kodomo-San, een Japanse soldaat. Hij werd in die periode benaderd door Lamberto Avellana om een contract te tekenen bij LVN Pictures. Voor LVN speelde hij in diverse films. Ook speelde hij in enkele oorlogsfilms van wijlen Fernando Poe sr. In totaal speelde hij in zo'n 150 films. Zijn grootste rollen waren die in Tacio met als tegenspeelster Perla Bautista en in Dolfinger Meets Pantaroron samen met Dolphy. Begin jaren 60 trad hij twee jaar op in de televisieshow als The Big Show van Channel 11, waarna hij vanaf 1963 twintig jaar lang meewerkte aan de populaire comedyshow Oras ng Ligaya van ABS-CBN. Ook presenteerde hij nog het radioprogramma Buy and Sell.
Naast zijn showbiz-carrière hadden hij en zijn vrouw Myrna ook een succesvol bedrijf genaamd "Philippine Seating". Dat bedrijf leverde theater- en auditoriumstoelen voor film- en theaterzalen, waaronder de stoelen voor het door Imelda Marcos gebouwde Cultural Center of the Philippines. 
Nadat Ferdinand Marcos de Filipijnen onder een staat van beleg had gesteld in 1972 emigreerde het gezin naar de Verenigde Staten. Daar kreeg Obligacion problemen met zijn gezondheid en onderging hij een viervoudige bypassoperatie. Nadien keerde hij met zijn gezin terug in de Filipijnen. In 2010 overleed Obligacion op 86-jarige leeftijd aan nierfalen. Hij was getrouwd met Myrna Anderson Quizon en kreeg met haar vier kinderen.